# Фурк (Источни Пиринеји)
Фурк (фр. Fourques) насеље је и општина у јужној Француској у региону Лангдок-Русијон, у департману Источни Пиринеји која припада префектури Перпињан.
По подацима из 2004. године у општини је живело 913 становника, а густина насељености је износила 97 становника/km². Општина се простире на површини од 9,39 km². Налази се на средњој надморској висини од 140 метара (максималној 184 m, а минималној 99 m).

## Демографија
| 1962. | 1968. | 1975. | 1982. | 1990. | 1999. | 2011. |
| ----- | ----- | ----- | ----- | ----- | ----- | ----- |
| 663   | 687   | 642   | 670   | 673   | 761   | 1.155 |

График промене броја становника у току последњих година